# Place Jacques-Rouché
La place Jacques-Rouché est une place du 9e arrondissement de Paris.

## Situation et accès
Cette place est située à l'angle des rues Gluck, Halévy et Meyerbeer, à l'est de l'opéra Garnier.

## Origine du nom
Cette place rend hommage au directeur d'opéra Jacques Rouché (1862-1957).

## Historique
La place est créée et prend sa dénomination actuelle le 25 avril 1971 sur l'emprise des voies qui la bordent.

## Bâtiments remarquables et lieux de mémoire
- On y trouve une entrée secondaire du siège central de la Société Générale dont l'entrée principale est située au 29, boulevard Haussmann, la banque Monte Paschi, l'Apple Store Opéra, l'opéra Garnier et son restaurant L'Opéra Restaurant avec sa terrasse située au niveau de la place[4].